# 至美圣玛利亚广场

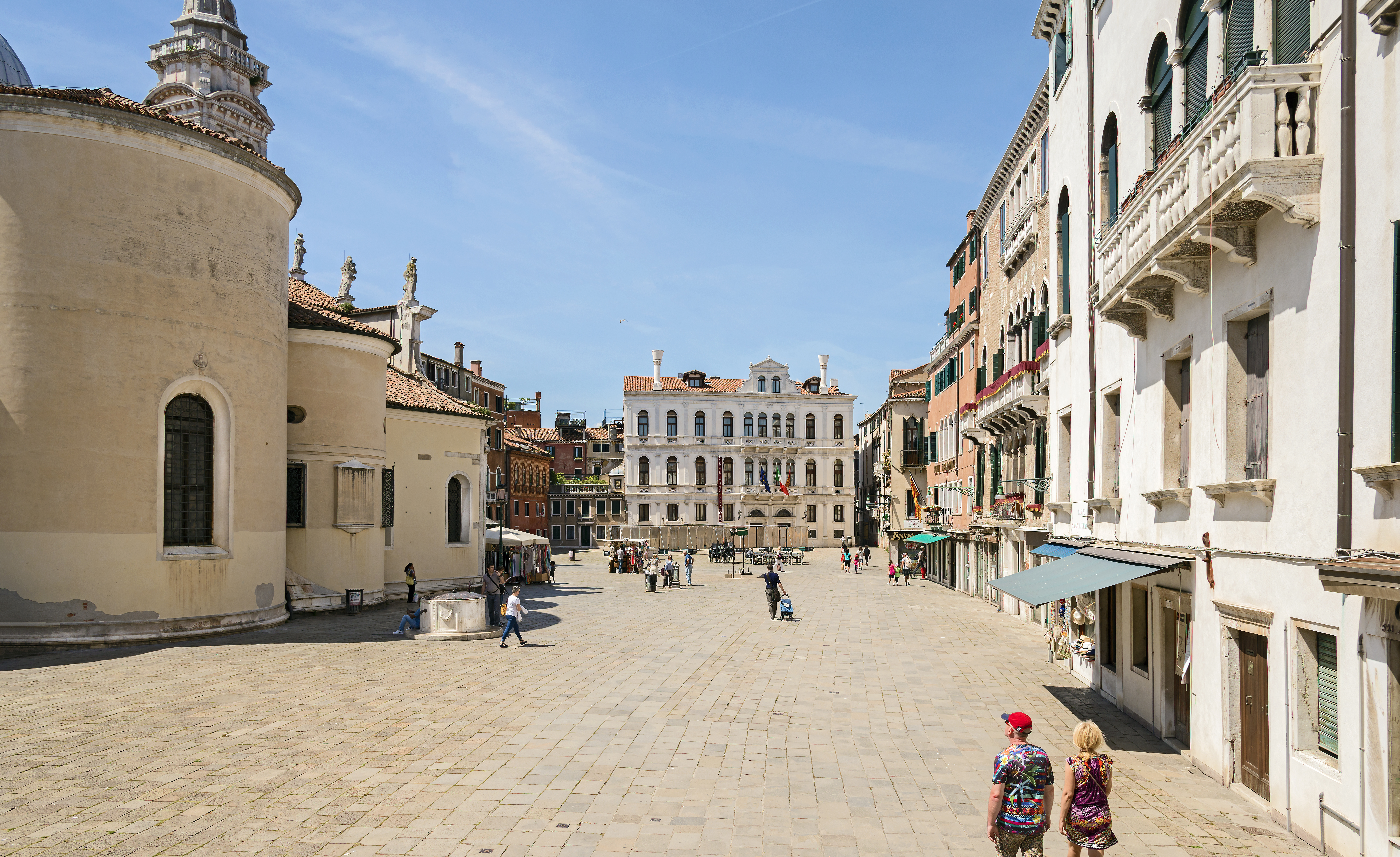
至美圣玛利亚广场

至美圣玛利亚广场（Campo Santa Maria Formosa）是意大利威尼斯的一个城市广场，位于城堡区。

## 建筑
- 至美圣玛利亚堂
- 鲁齐尼宫（Palazzo Priuli Ruzzini）
- 莫罗西尼宫（Palazzo Morosini del Pestrin）
- 多纳宫（Palazzi Donà）
- 韦尼耶府（Casa Venier）
- 维图里宫（Palazzo Vitturi）
- 特列威森宫（Palazzo Malipiero Trevisan）
- 奎利尼·斯坦帕里亚宫（Palazzo Querini Stampalia）

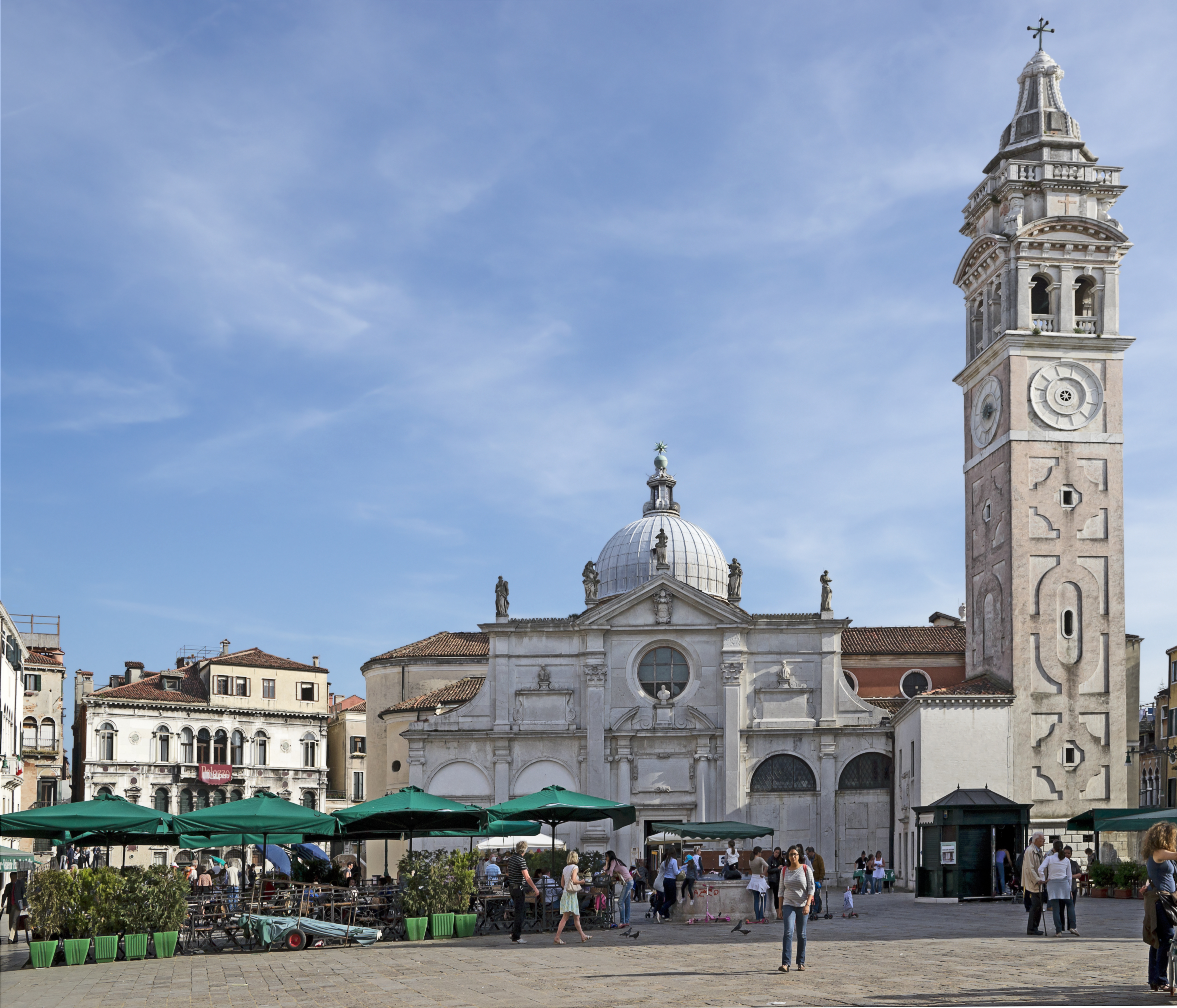
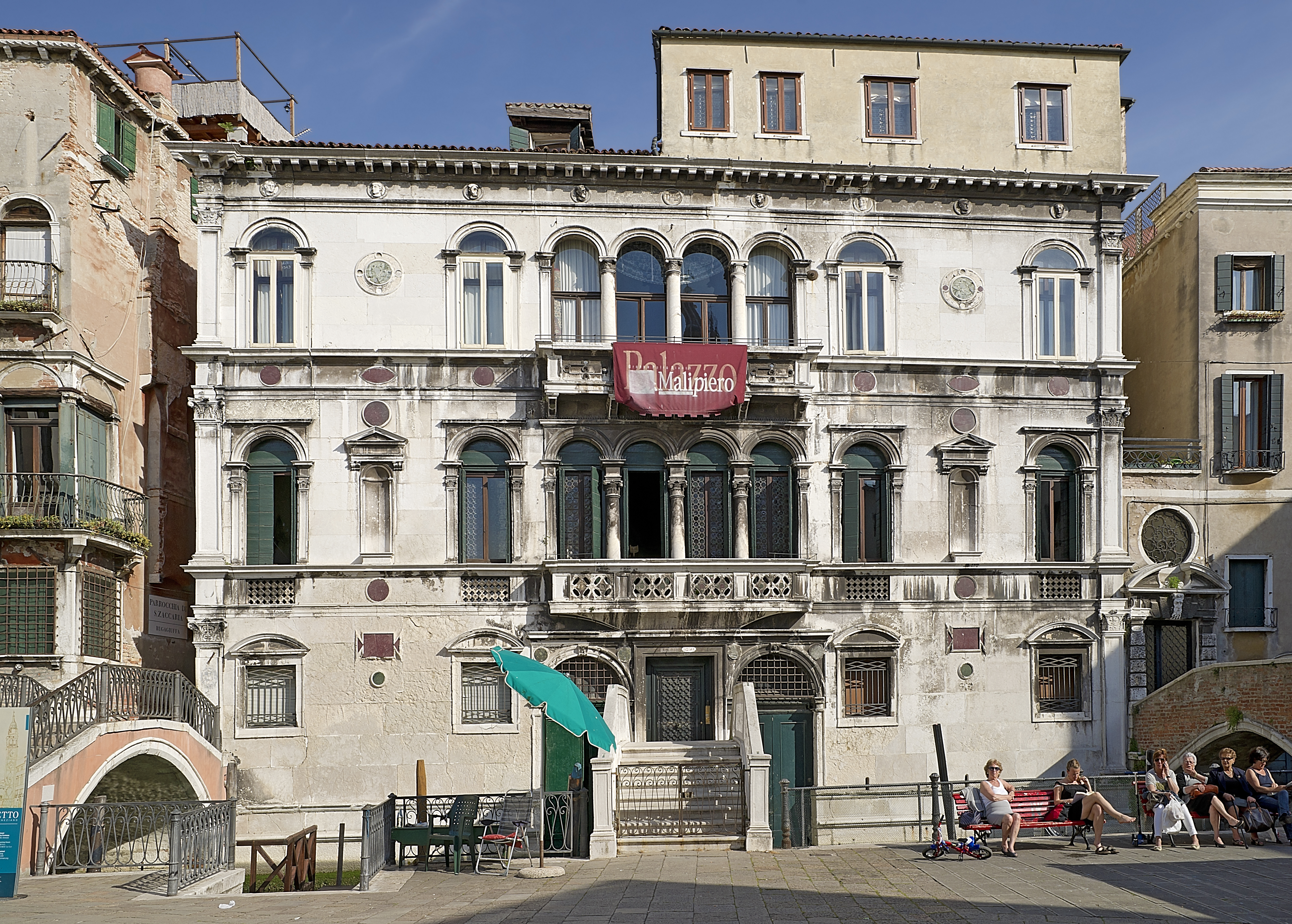
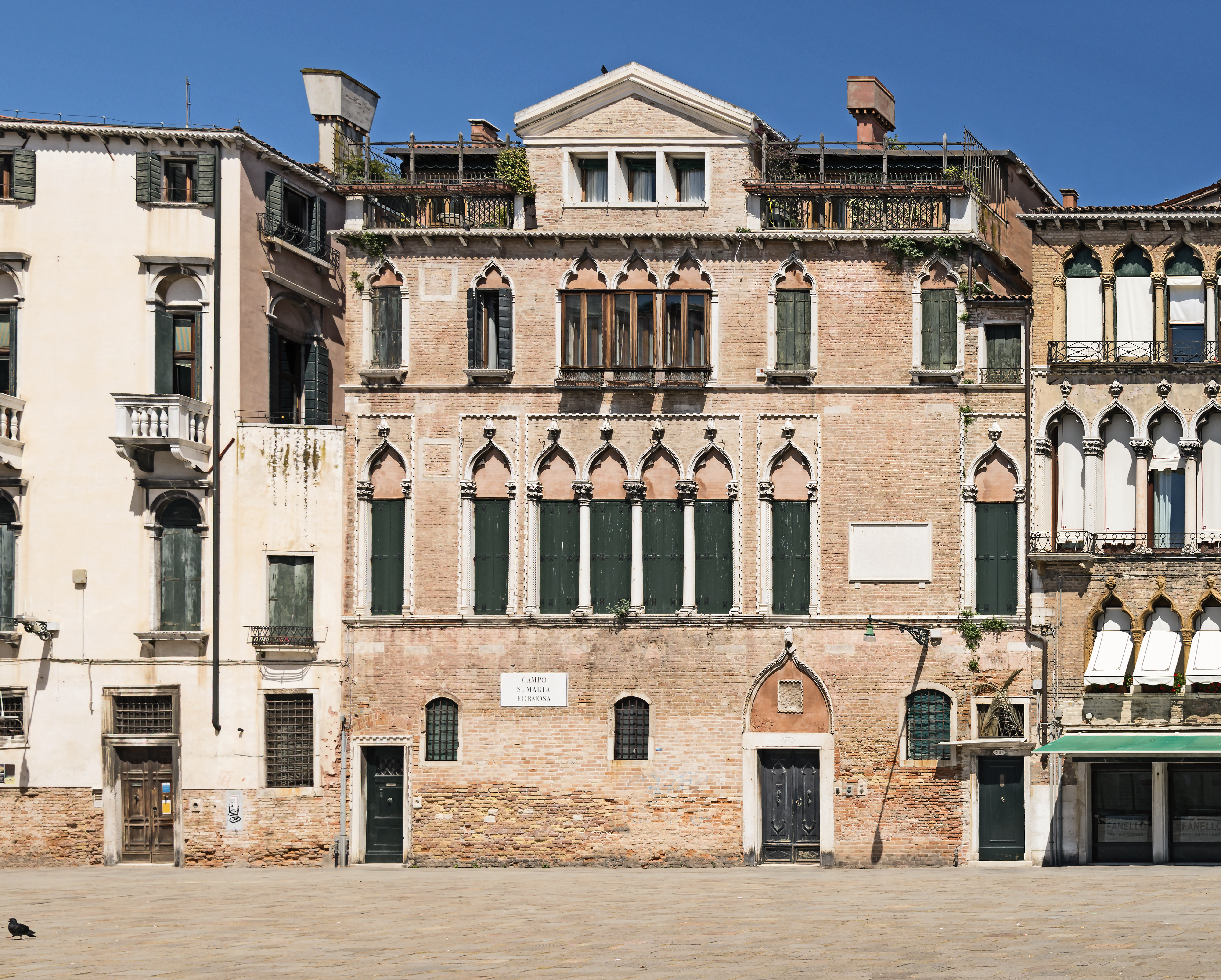
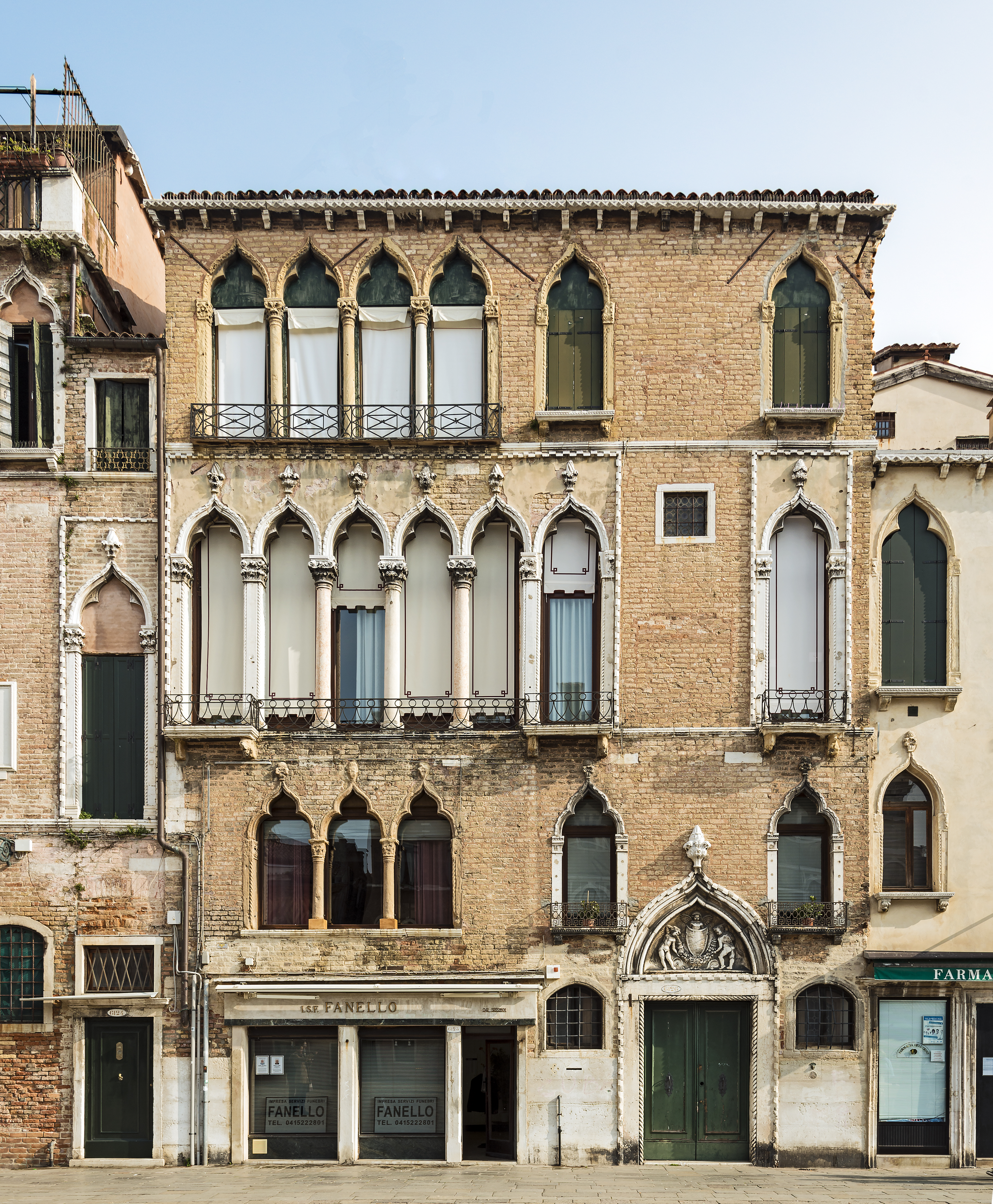
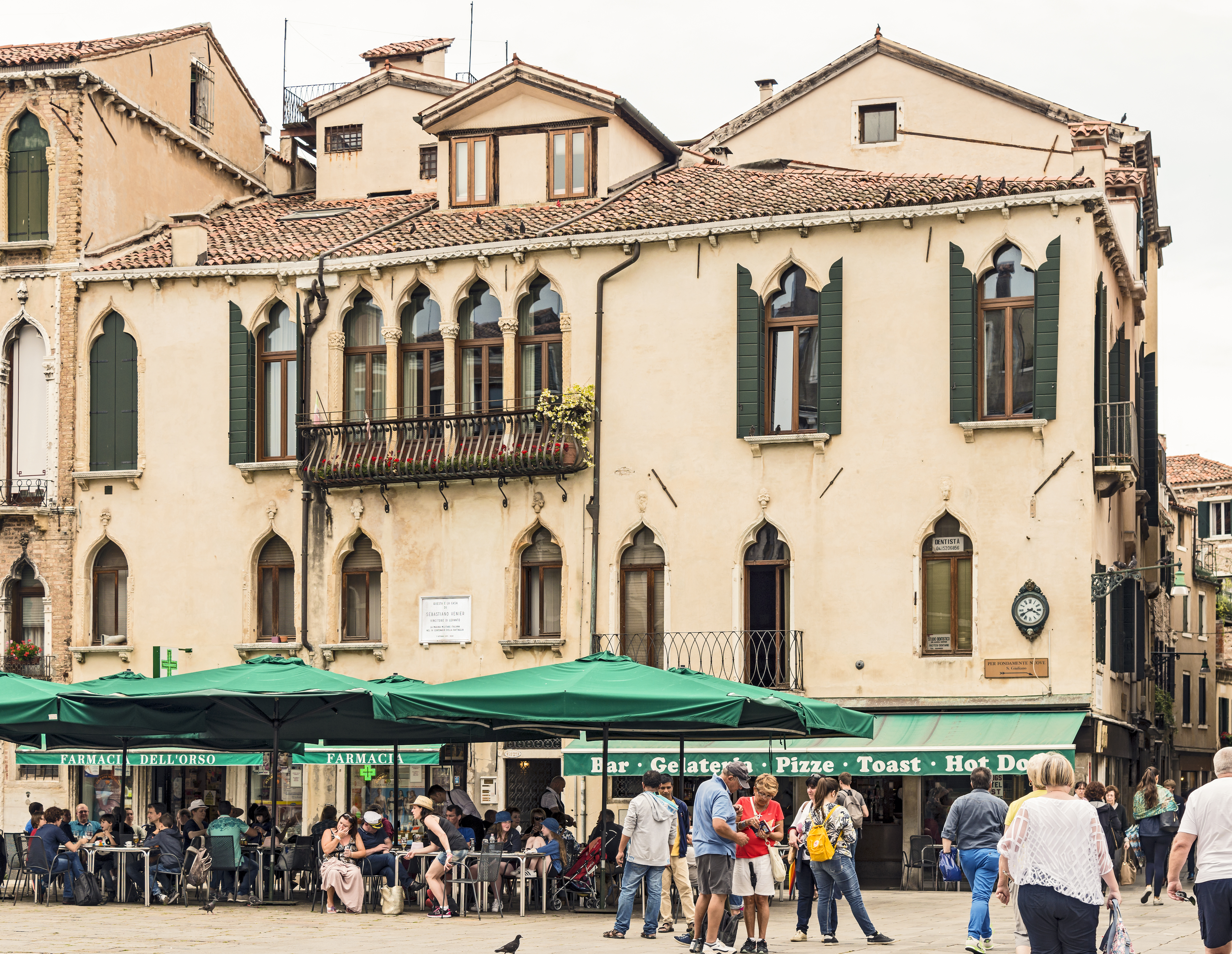

45°26′15″N 12°20′27″E / 45.437477°N 12.340849°E